# Гендельман, Михаил Яковлевич
Михаил Яковлевич Гендельман вариант фамилии Грабовский, партийная кличка Якоби (8 июня 1881 — 3 октября 1938) — член ЦК партии эсеров, член Всероссийского учредительного собрания и Комуча.

## Биография
Родился в семье киевского врача-фтизиатра Якова Эммануиловича Гендельмана. Среднее образование получил в Киевской 3-й гимназии, которую окончил с золотой медалью в 1899 году, после чего поступил на юридический факультет Киевского университета. Был исключён в 1901 году, отдан в солдаты. В 1903 вновь принят в университет, выехал за границу учился в Берлинском и Фрайбургском университетах. Получил статус присяжного поверенного. С 1899 года участвовал в революционной деятельности, в 1902 году вступил в партию социалистов-революционеров. В ссылке в Архангельской губернии. Эмигрировал за границу.
Стал членом заграничной делегации эсеров. Вернулся в 1904 году, опять арестован.
В 1917 году член Московского Совета рабочих депутатов. Участвовал как делегат в работе III и IV съездов партии эсеров. В июне 1917 избран членом ЦК партии эсеров. Делегат на I и II Всероссийских съездах Советов рабочих и солдатских депутатов. Член ВЦИК, участвовал в работе Демократического совещания, состоял в Предпарламенте. Избран в ЦК партии социалистов-революционеров, обязательный кандидат партии эсеров в Учредительном собрании.
В конце 1917 года избран во Всероссийское учредительное собрание от Рязанского избирательного округа по списку № 3 (эсеры и Совет Крестьянских Депутатов). Член бюро эсеровской фракции в Учредительном Собрании. Участвовал в его единственном заседании 5 января 1918 года в Петрограде.
В 1918 вошёл в состав Комуча, участник Уфимского совещания, выступил в поддержку Директории.
Арестован в 1920 году. 7 августа 1922 года на процессе партии эсеров приговорён к расстрелу, 8 августа исполнение приговора приостановлено. 11 января 1924 года смертная казнь заменена на лишение свободы на 5 лет со строгой изоляцией. 26 марта 1926 года сослан в Оренбург, затем в Тобольск. 28 июня 2001 года реабилитирован по этому делу Генеральной прокуратурой РФ.
В конце 1929 года жил в Кирове, работал переводчиком в Вятском совнархозе. 3 января 1930 года Особым совещание при Коллегии ОГПУ по обвинению по ст. 58 п. 11 УК РСФСР приговорён к 3 годам высылки. В 1930 выслан в Сургут. (По этому делу реабилитирован 24 июля 1989 г.)
Работал экономистом Обь-Рыбтреста в городе Тобольске. Арестован в феврале 1937 года. Обвинён в создании и руководстве «Центральным (или „объединённым“) Бюро партии эсеров». Приговорён к смертной казни 3 октября 1938 года. Его жена и двое детей расстреляны за 14 месяцев до этого с Омске, а брат — за год до этого в Алма-Ате.

## Семья
- Жена — Фанни Львовна Гендельман[6], урождённая ? (1884 — 7 августа 1937, Омск). В мае 1926 года приговорена к 3 годам ссылки, отбывала её с мужем в Вятке, Сургуте, Тобольске. Преподаватель тобольской школы № 6. Арестована 8 февраля 1937. Приговорена к расстрелу тройкой Омского УНКВД 5 августа 1937 г[5].
  - Дочь — Елена (1910 — 7 августа 1937, Омск), член молодежной организации партии меньшевиков, расстреляна по приговору тройки Омского УНКВД[5].
  - Сын — Илья (1904 — 7 августа 1937, Омск), состоял в РСДРП(м), расстрелян по приговору тройки Омского УНКВД[5]
- Брат — Самуэль Яковлевич Гендельман (7.01.1898—4.10.1937), выпускник Московского университета, работал в Госплане[7], в 1935 году работал заместителем начальника планового отдела Воронежского энергокомбината, арестован 30 июня 1935 года. 5 октября того же года приговорён ОСО при НКВД СССР по статьям 58-10, 58-11 к высылке в Алма-Ату сроком на 5 лет. Работал в тресте Казгоспроект, арестован 7 февраля 1937 г. УНКВД Каз. ССР, 1 октября 1937 года приговорён Военной коллегией Верховного суда СССР по статьям 58-8, 58-10, 58-11 УК РСФСР к расстрелу. Реабилитирован 25 января 1958 г. Военная коллегия ВС СССР за отсутствием состава преступления[5].
- Сестра — Лина Яковлевна Гендельман (?—1940-е[8]), замужем за эсером Николаем Сергеевичем Калашниковым (1888—17.08.1961), с ним в эмиграции в США, «безвременно» (— М. Вишняк) скончалась[9]. (Н. С. Калашников вторым браком женат на Элизабет Лоренс, редакторе изд-ва Harper[10]).

## Адреса
- 1920 — Москва, Собачья площадка, д. 8, кв. 6[4];